# Brian Lara

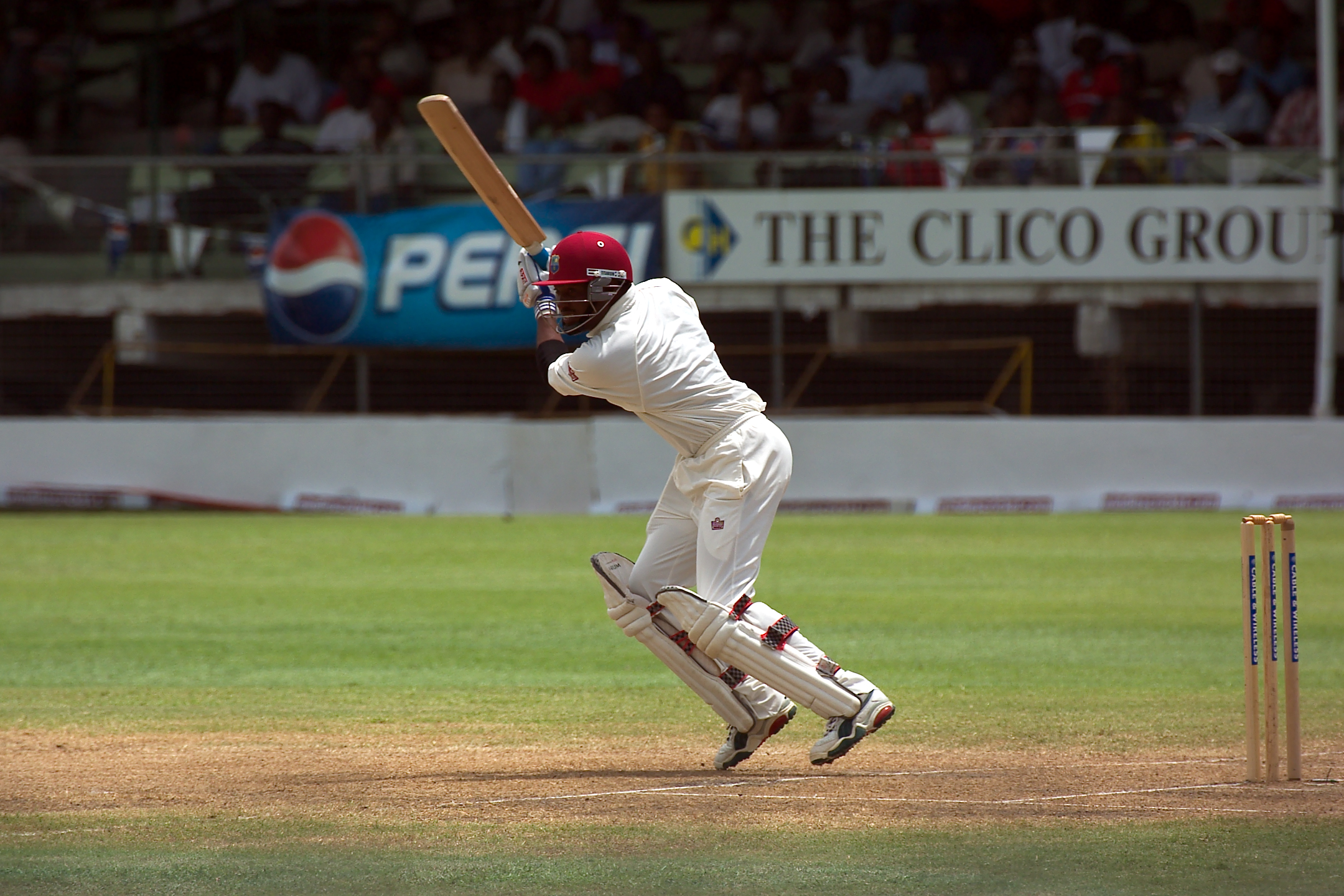
Brian Lara während des Tests der West Indies gegen Indien im Kensington Oval, Barbados (Mai 2002)

Brian Charles Lara, AM, TC (Spitzname: The Prince of Port-of-Spain) (* 2. Mai 1969 in Santa Cruz, Trinidad und Tobago) ist ein ehemaliger Cricketspieler, der bei Begegnungen im Test Cricket und bei One-Day International Cricket Matches (ODI) für das Team der West Indies spielte. Er gilt als einer der erfolgreichsten Batsmen in der Geschichte des Crickets.

## Rekorde
Lara verbesserte während seiner Karriere zwei Mal den Weltrekord für die meisten erzielten Punkte (Runs) in einem Test Match Innings. Seinen ersten Rekord holte er beim Test der West Indies gegen England 1994, er erzielte 375 Runs. Seinen zweiten Rekord holte er 2004 in Antigua, wieder bei einem Test gegen England. Er erzielte 400 Runs 'not out' und brach damit den zwischenzeitlich vom Australier Matthew Hayden gehaltenen Rekord. Lara ist bisher der einzige Spieler, dem es gelang, sich den Rekord für die meisten erzielten Runs im Test Cricket zurückzuerobern.

## Karriere
Lara bestritt während seiner Karriere insgesamt 131 Tests, in denen er 11953 Runs erzielte (im Durchschnitt 52,89 Runs pro Ausscheiden). Die Inder Sachin Tendulkar und Rahul Dravid und der Australier Ricky Ponting sind bis heute die einzigen Spieler, die bei Test Matches insgesamt mehr Runs erzielt haben. Außerdem erzielte Brian Lara 34 Centuries (100 oder mehr Runs) in Test-Innings. Nur Sachin Tendulkar (51), Ricky Ponting (39) und Rahul Dravid (36) überboten diese Marke häufiger. Sein Test-Debüt feierte er am 6. Dezember 1990 gegen Pakistan. Seinen letzten Einsatz bei einem Test hatte er am 27. November 2006 ebenfalls gegen Pakistan. Lara bestritt zudem 299 One-Day International Matches, bei denen er 10405 Runs erzielte (im Schnitt 40,49 Runs). Sein erstes ODI Match bestritt Lara am 9. November 1990 gegen Pakistan. Sein letztes ODI bestritt er am 21. April 2007 gegen England im Rahmen der Cricket-Weltmeisterschaft. Brian Lara nahm außerdem mit dem Team der West-Indies an fünf Cricket Weltmeisterschaften (1992, 1996, 1999, 2003, 2007) teil.
Auf Klubebene spielte Brian Lara von 1994 bis 1998 in England für den Warwickshire County Cricket Club, für den er in einem Meisterschafts-Match 1994 gegen Durham 501 Runs 'not out' erzielte. Damit hält er sowohl den Rekord für die meisten erzielten Runs bei einem Test Match, als auch den Rekord für die meisten erzielten Runs bei einem First-Class Cricket Match.

## Ehrungen
1994 wurde Lara das Trinity Cross verliehen. Am 14. September 2012 wurde er in die Hall of Fame des ICC aufgenommen. 2017 wurde im trinidadischen San Fernando die Brian Lara Cricket Academy eröffnet.